# Roberto Venturini
Pour les articles homonymes, voir Venturini.
Roberto Venturini, né le 30 décembre 1960 à Saint-Marin, est un médecin et homme d'État saint-marinais, membre du Parti démocrate-chrétien. Il est capitaine-régent de Saint-Marin, avec Andrea Belluzzi, du 1er avril au 1er octobre 2015.

## Biographie
Médecin, Roberto Venturini travaille au service des urgences du centre hospitalier de Saint-Marin. 
Membre du Parti démocrate-chrétien, il est élu membre du Grand Conseil général en 2012. Le 17 mars 2015, il est élu capitaine-régent, avec Andrea Belluzzi. Les deux hommes entrent en fonction le 1er avril suivant pour un semestre.